# Клеше
Клеше - у геральдиці хрест (або інша геральдична фігура) кінці якого створені у формі, що нагадує дугу старомодного ключа (франц. Clé). Прикладом може служити Окситанський хрест в гербі графів Тулузи: у червоному полі золотий окситанський хрест. 
Оскільки окситанський хрест порожнистий, деякі автори  помилково вживають термін клеше (cléché) як синонім порожнистості або елементу, що включає в себе порожнину як визначальну ознаку. 